# Micchaka
Cet article concerne le 6e patriarche indien. Pour le 6e patriarche du chán en Chine, voir Huineng.
Micchaka (en sanskrit : Miḳḳaka ou Michaka ; en chinois traditionnel : 彌遮迦 ; pinyin : Mízhējiā ; en japonais : Mishaka) est un moine indien, disciple de Dhritaka, considéré par la tradition du bouddhisme zen comme son sixième patriarche.
Micchaka est originaire d'Inde centrale. On sait peu de choses sur sa vie.
Il finit par arriver dans un royaume du nord de l'Inde où il transmet sa charge à Vasumitra.